# Salvatore Vidal
Salvatore Vidal (Maracalagonis 1581 - Roma 1647 fou un escriptor sard, anomenat realment Giovanni Andrea Contini. Estudià a Càller, on es graduà en dret civil i canònic. Després es consagrà sacerdot i durant uns anys fou comissari apostòlic de la Santa Croada. Fou rector de Muravera i de Maracalagonis durant 15 anys. El 1617 esdevingué frare a Càller i el 1619 fou enviat a Espanya, on ingressà als convents d'Alcázar i Cartagena. Després estudià llengües orientals al col·legi de San Pietro in Montorio (Roma) i viatjà predicant arreu d'Itàlia. Va escriure en llatí, italià i castellà.

## Obres
- Annales Sardiniae (1639)
- Clypeus aureus excellentiae calaritanae (1641)
- Respuesta al historico Vico (1644)